# Kel'vat
Il Kel'vat (in russo Кельват?) è un fiume della Russia siberiana occidentale, affluente di sinistra del Vasjugan (bacino idrografico dell'Ob'). Scorre nel Kargasokskij rajon dell'Oblast' di Tomsk.
Il fiume ha origine nella regione del Vasjugan'e e scorre in direzione orientale. Sfocia nel Vasjugan a 517 km dalla foce. La lunghezza del fiume è di 199 km, il bacino imbrifero è di 1 690 km².

## Archeologia
Alla foce del Kel'vat ci sono alcuni siti archeologici: un antico insediamento e tracce di ricoveri. Inoltre, molte leggende locali sono associate al fiume.